# Eugerda pannosa
Eugerda pannosa là một loài chân đều trong họ Desmosomatidae. Loài này được Hessler miêu tả khoa học năm 1970.